# Primaria de héroes
Primaria de héroes (en inglés: Hero Elementary) es una serie de televisión animada infantil estadounidense creada por Christine Ferraro y Carol-Lynn Parente y producida por Portfolio Entertainment y Twin Cities PBS. La serie se estrenó el 1 de junio de 2020 en PBS Kids. En Latinoamérica se estrenó el 27 de septiembre de 2021 en Discovery Kids. La serie cuenta con 40 episodios de media hora, cada uno de ellos con dos segmentos.

## Argumento
La serie involucra al "Equipo Chispas", un grupo de estudiantes de la primaria de héries: AJ Gadgets, Lucita Cielo, Benny Burbuja y Sara Chasquidos y su emocionado maestro, el Sr. Chispas, y el hámster mascota de la clase, Fur Blur.

## Personajes
- Lucita Cielo (en inglés: Lucita Sky): es una chica hispanoamericana bondadosa y cariñosa que heredó el poder de volar de su abuela. Ella se desempeña como líder del Equipo Chispas. Debido a que puede volar, a menudo se puede ver a Lucita flotando sobre el suelo. Irónicamente, es acrofóbica y parece sufrir también de vértigo. Cuando vuela alto, Lucita siempre mira hacia abajo sin darse cuenta y debe ser rescatada ella misma.
- AJ Gadgets es un brillante niño afroamericano autista que tiene el poder de proyectar pensamientos, lo que significa que puede proyectar imágenes de sus propios pensamientos frente a los demás, y también le gusta inventar todo tipo de artilugios. Tiene una mochila que contiene todos sus súper inventos y también sirve como mochila propulsora para transportarse.
- Sara Chasquidos (en inglés: Sara Snap): es una chica poco femenina que tiene el poder de la superfuerza y la teletransportación. A veces, el teletransporte de Sara puede funcionar mal y llevarla a lugares equivocados. También es alérgica a los cocos, que le quitan temporalmente sus poderes.
- Benny Burbuja (en inglés: Benny Bubbles): es un niño alegre y bonachón capaz de crear burbujas (que sólo él puede hacer estallar) para diversos fines. También es un ávido amante de los animales, particularmente saltando a rescatar animales maltratados o asustados durante las misiones. Muy a menudo proporciona un alivio cómico a lo largo de la serie, haciendo chistes y juegos de palabras y haciendo presentaciones llamativas.
- Sr. Enrique Chispas (en inglés: Mr. Enrique Sparks): es el maestro de los estudiantes quien los guía en su entrenamiento de superhéroe, y también es el narrador de los episodios y el mentor del Equipo Chispas. El Sr. Sparks habla italiano con fluidez. También conduce ocasionalmente la Camioneta del Equipo Chispas para cuando los estudiantes tienen misiones en otros lugares.
- Fur Blur: es un hámster que es la mascota de la clase y además corre muy rápido, los pensamientos de Fur Blur quedan expuestos en grandes nubes. Y está claro a través de sus emojis que algún día será tan brillante como el Equipo Chispas. A menudo se la puede ver en las cabezas y hombros del Sr. Chispas y los otros estudiantes. Fur Blur a menudo conduce un auto de juguete rojo mientras está dentro de su bola de hámster.